# Titusville (Pensilvânia)
Titusville é uma cidade localizada no estado norte-americano de Pensilvânia, no Condado de Crawford.

## Demografia
Segundo o censo norte-americano de 2000, a sua população era de 6146 habitantes.
Em 2006, foi estimada uma população de 5806, um decréscimo de 340 (-5.5%).

## Geografia
De acordo com o United States Census Bureau tem uma área de
7,5 km², dos quais 7,5 km² cobertos por terra e 0,0 km² cobertos por água.

## Localidades na vizinhança
O diagrama seguinte representa as localidades num raio de 20 km ao redor de Titusville.